# Khaidir Anwar
Khaidir Anwar (ur. 11 listopada 1932, zm. 1995) – indonezyjski językoznawca i socjolingwista.
Studia magisterskie podjął na Uniwersytecie Columbia. Jako lingwista kształcił się także na Uniwersytecie Edynburskim. Doktorat z socjolingwistyki uzyskał w 1976 roku na Uniwersytecie Londyńskim, gdzie obronił rozprawę Indonesian: The Development and Use of a National Language. W latach 1973–1982 był wykładowcą na SOAS University of London.
W 1957 roku wziął ślub. Z żoną Wahidar miał trójkę dzieci. Ich pierwsza córka Dewi Fortuna Anwar jest uczoną, druga córka Sri Danti Anwar – urzędniczką, trzecia zaś (Desi Anwar) – dziennikarką.

## Wybrana twórczość
- Indonesian: The Development and Use of a National Language (1980)
- Fungsi dan peranan bahasa: sebuah pengantar (1984)
- Beberapa aspek sosio-kultural masalah bahasa (1995)